# (32605) Lucy
(32605) Lucy ist ein Asteroid des äußeren Hauptgürtels, der am 23. August 2001 vom kanadischen Astronomen Hongkonger Herkunft William Kwong Yu Yeung am Desert Eagle Observatory in der Nähe von Benson, Arizona (IAU-Code 333) entdeckt wurde.
Unbestätigte Sichtungen des Asteroiden hatte es vorher schon mehrere gegeben: am 19. und 26. April 1979 (1979 HN) am Cerro Tololo Inter-American Observatory in Chile, am 9. und 13. Oktober 1996 (1996 TU8) am Haleakalā Observatory auf Maui im Rahmen der Projekte Near Earth Asteroid Tracking und Ground-based Electro-Optical Deep Space Surveillance (GEODSS) sowie am 10. und 13. Februar 1999 (1999 CV39) an der Lincoln Laboratory Experimental Test Site (ETS) in Socorro, New Mexico.
(32605) Lucy wurde am 18. Juni 2008 nach Lucy benannt, einem 1974 im Afar-Dreieck entdeckten vermutlich circa 3,2 Millionen Jahre alten Teilskelett eines Australopithecus afarensis. Ebenfalls nach Lucy benannt wurde ein weiterer Asteroid. Der Asteroid des inneren Hauptgürtels (152830) 1999 VD57 erhielt 2023 den Namen (152830) Dinkinesh. Dinkinesh ist der Name Lucys in der Amharischen Sprache.